# HD 101162
HD 101162，又名CP-66 1629，SAO 251501、HR 4485，是一颗恒星，视星等为5.96，位于銀經295.99，銀緯-5.75，其B1900.0坐标为赤經11h 33m 16.5s，赤緯-67° -5.75′ 59″。